# Bear Creek (Alaska)
Bear Creek – jednostka osadnicza w Stanach Zjednoczonych, w stanie Alaska, w okręgu Kenai Peninsula.